# Eerste Expeditie naar Madagaskar

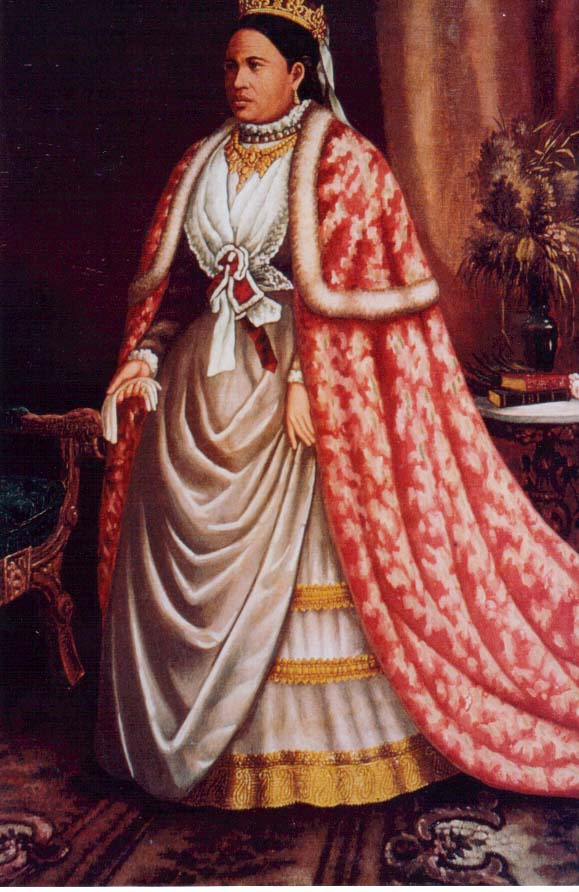
Ranavalona II

De Eerste Expeditie naar Madagaskar was een Franse militaire expeditie waarin het land zich meester van verschillende havens van Madagaskar maakte. Doel was het handhaven van het voor Frankrijk gunstige, maar door Madagaskar verworpen Lambert-charter.
Tijdens de Eerste Expeditie naar Madagaskar werd op 16 mei 1883 de havenstad Mahajanga veroverd. 
Later volgden aanvallen op Tamatave (10 juni), Fort Dauphin, Tôlanaro, Vohémar/Iharana en Morondava. De Fransen die tezelfdertijd Tonkin in Indo-China probeerden te veroveren durfden de verovering van de in het binnenland gelegen hoofdstad Tananarive nog niet aan en openden vanuit een sterke positie onderhandelingen. De regering van Madagaskar moest akkoord gaan met de overdracht van Diego Suarez en een hoge schadevergoeding betalen. Frankrijk zou in het vervolg "toezien op de buitenlandse betrekkingen van Madagaskar" maar het woord protectoraat viel niet. In Europa sprak men van een "spookprotectoraat", een "protectorat fantôme" van Frankrijk over Madagaskar.

## Verloop van de strijd
In Parijs werd de beslissing genomen om de maritieme divisie van admiraal Le Timbre opdracht te geven Madagaskar te dwingen om het Lambert Charter te erkennen. De Fransen onder admiraal Pierre bombardeerden zonder voorafgaande verklaring de noordwestelijke kust en bezetten Majunga in mei 1885. Een delegatie bracht daarop het Franse ultimatum naar de hoofdstad Antananarivo. Daarin vroeg de Franse regering om erkenning van de Franse rechten in het noordoosten van Madagaskar, een Frans protectoraat over de Sakalava, erkenning van het Franse recht op eigendom van grond en een schadevergoeding van 1.500.000 frank. 
Nadat dit Franse ultimatum was verworpen bombardeerde de Franse marine wederom de oostkust van het eiland. De Fransen arresteerden de Engelse missionaris Shaw. In die dagen stierf koningin Ranavalona II van Madagaskar evenals de Franse bevelhebber admiraal Pierre, die aan vermoeidheid stierf. Admiraal Pierre werd vervangen door admiraal Galiber en vervolgens door Schout-bij-nacht Miot.
Een ambivalent geformuleerd Frans-Malagassisch vredesverdrag werd in december 1885 ondertekend, de Franse regering interpreteerde het document als de vestiging van een Frans protectoraat terwijl koningin Ranavalona III en premier Rainilaiarivony die interpretatie niet deelden. In het Verdrag  werd onder meer de vestiging van een permanente Franse diplomatieke vertegenwoordiging in Antananarivo en de betaling van een schadevergoeding van 10 miljoen Franc aan Frankrijk opgenomen.
Het verdrag werd door Madagaskar niet nageleefd en dat zou in 1895 leiden tot de Tweede Expeditie naar Madagaskar en de Franse kolonisatie van Madagaskar. 
Die Tweede Expeditie naar Madagaskar vond na de Franse oorlogsverklaring van 22 oktober 1894 plaats.
De Franse president verleende ongeveer 2500 herinneringsmedailles, de Herinneringsmedaille aan Madagaskar (1883 en 1896) aan de Franse deelnemers.